# Hilde Weber
Hildegard Wilhelmine Weber, conhecida como Hilde Weber (Waldau bei Kassel, Alemanha, 09 de setembro de 1913 — São Paulo, 13 de dezembro de 1994) foi uma artista plástica, chargista e ilustradora brasileira de origem alemã. Foi a primeira mulher chargista da imprensa brasileira; ilustrou para publicações como A Cigarra, O Cruzeiro e Manchete e jornais como Tribuna da Imprensa e O Estado de S. Paulo, onde ficou conhecida pelas suas charges políticas.

## Primeiros anos
Hilde nasceu em Waldau, um distrito de Kassel no estado de Hessen, Alemanha, filha de Edmund Mar Weber (militar) e Hildegard Lilly Elizabeth Otter. A família de Edmund Weber é oriunda da baixa aristocracia civil de Bamberg na Francônia. Militar da cavalaria, Edi (como era conhecido) cursava a escola de aviação de Kassel. Hilde foi criada por amigos da família e por sua tia paterna Cläre "Claire" Henrika Franziska Emma Weber-Hohagen, artista e jornalista baseada em Hamburgo; seus pais se separaram quando pequena. Cursou belas-artes na Escola de Artes Gráficas de Hamburgo. Trabalhou nos jornais Hamburger Anzeiger e  Hamburger Fremdenblatt como ilustradora.

## Vinda ao Brasil
Em 1933 Hilde vai para o Brasil em busca do pai, o oficial aviador Edmund Weber, que se mudara para o país após a I Guerra Mundial. No Rio de Janeiro, começa a desenhar para os Diários Associados, ilustrando reportagens escritas por Rubem Braga. Ilustrou também para as revistas "O Cruzeiro" e "A Cigarra", da qual foi capista entre 1933 e 1934.
Viveu em São Paulo entre 1943 e 1950, desenhando para os jornais Folha da Manhã, Noite Ilustrada. Participou dos santelenistas, grupo de artistas que se reunia no Palacete Santa Helena. Trabalhou com pintura e cerâmica no ateliê Osirarte, junto com artistas como Alfredo Volpi e Mário Zanini.
Em 1950 voltou ao Rio, convidada a ser chargista do jornal Tribuna da Imprensa, de Carlos Lacerda. Lá, desenhou caricaturas satíricas do noticiário da época, retratando com frequência o presidente Getúlio Vargas. No jornal, também criou a tira de quadrinhos Tribulino Hilde trabalhou para a Tribuna até a venda do jornal, em 1962. Volta a morar em São Paulo daí em diante. Foi contratada pelo jornal  O Estado de S. Paulo, para o qual colaborava desde 1956. 
Expôs no Salão do Sindicato dos Artistas Plásticos e em cinco edições da Bienal Internacional de São Paulo (1ª-4ª;6ª) na Exposição de Arte Moderna em Belo Horizonte, e nos Salões Oficial e Nacional de Arte Moderna no Rio de Janeiro.
Aposentou-se em 1989. Teve suas charges reunidas no livro O Brasil em Charges (1950 – 1985), publicado pela Circo Editorial

## Vida pessoal
Hilde casou-se três vezes. A primeira com o industrial de origem alemã Heinz Franz Ernst Müller-Carioba. A segunda com o jornalista Claudio Abramo (1923-1987), com quem teve um filho, Claudio Weber Abramo, matemático e jornalista (conhecido como o pioneiro do jornalismo de dados no Brasil). A terceira com o renomado fotógrafo Luigi Mamprin.

## Prêmios
1960 -  Concurso de Caricaturas do World Newspaper Forum - Melhores charges internacionais- Seção América Latina. 